# Sägemühle

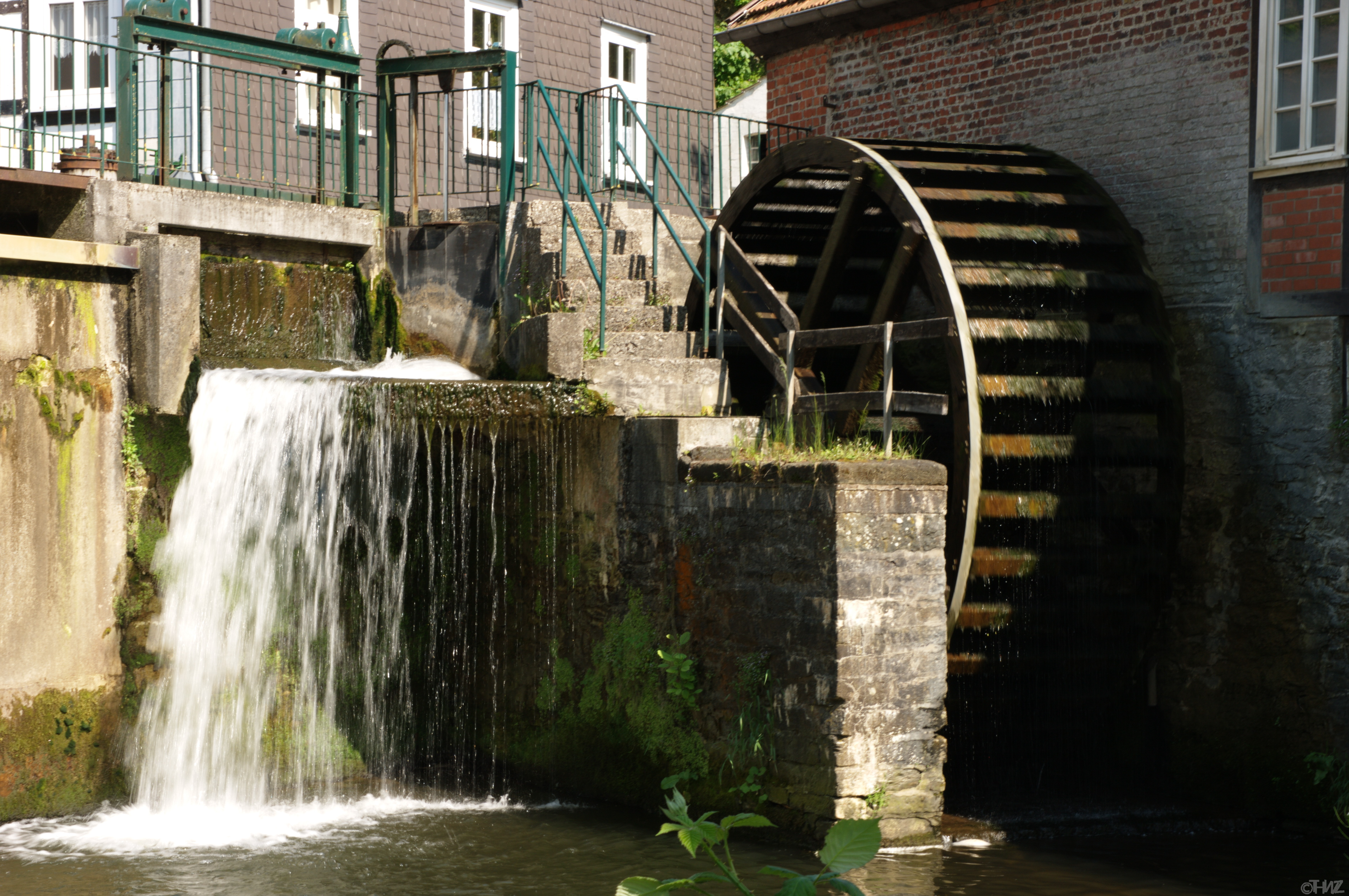
Stütings Mühle in Belecke (NRW)

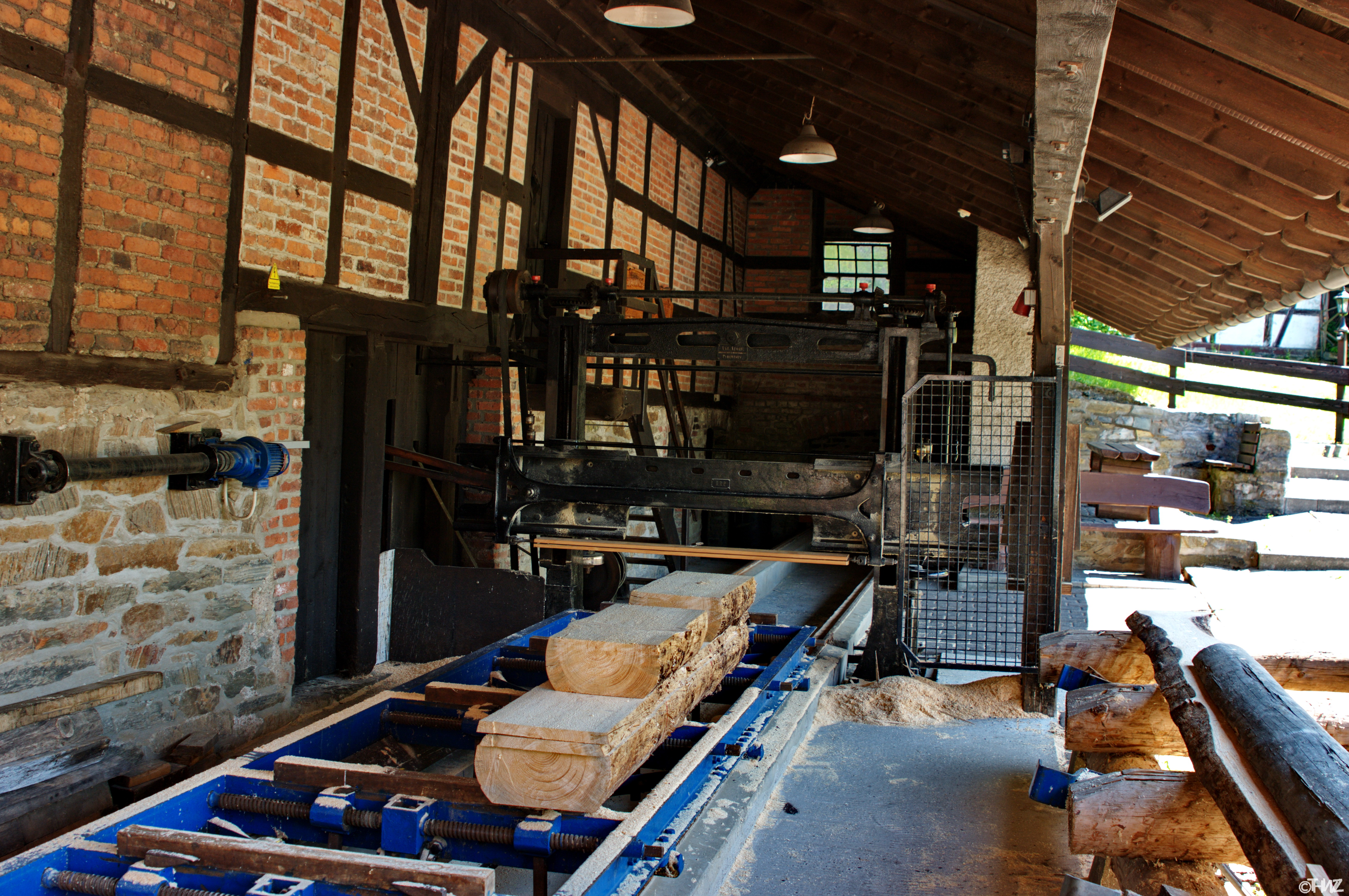
Stütings Mühle in Belecke: Säge

Eine Sägemühle, auch Schneidemühle, ist ein Sägewerk, das durch Wasser- oder Windkraft angetrieben wird. Die Säge war und ist insbesondere bei Wasserantrieb oft eine Gattersäge. Deren Vorläufer kamen, mit einer Ausnahme in Hierapolis (Kleinasien), noch ohne Wasserantrieb, um die Zeitenwende im Römischen Reich in Betrieb.

## Geschichte

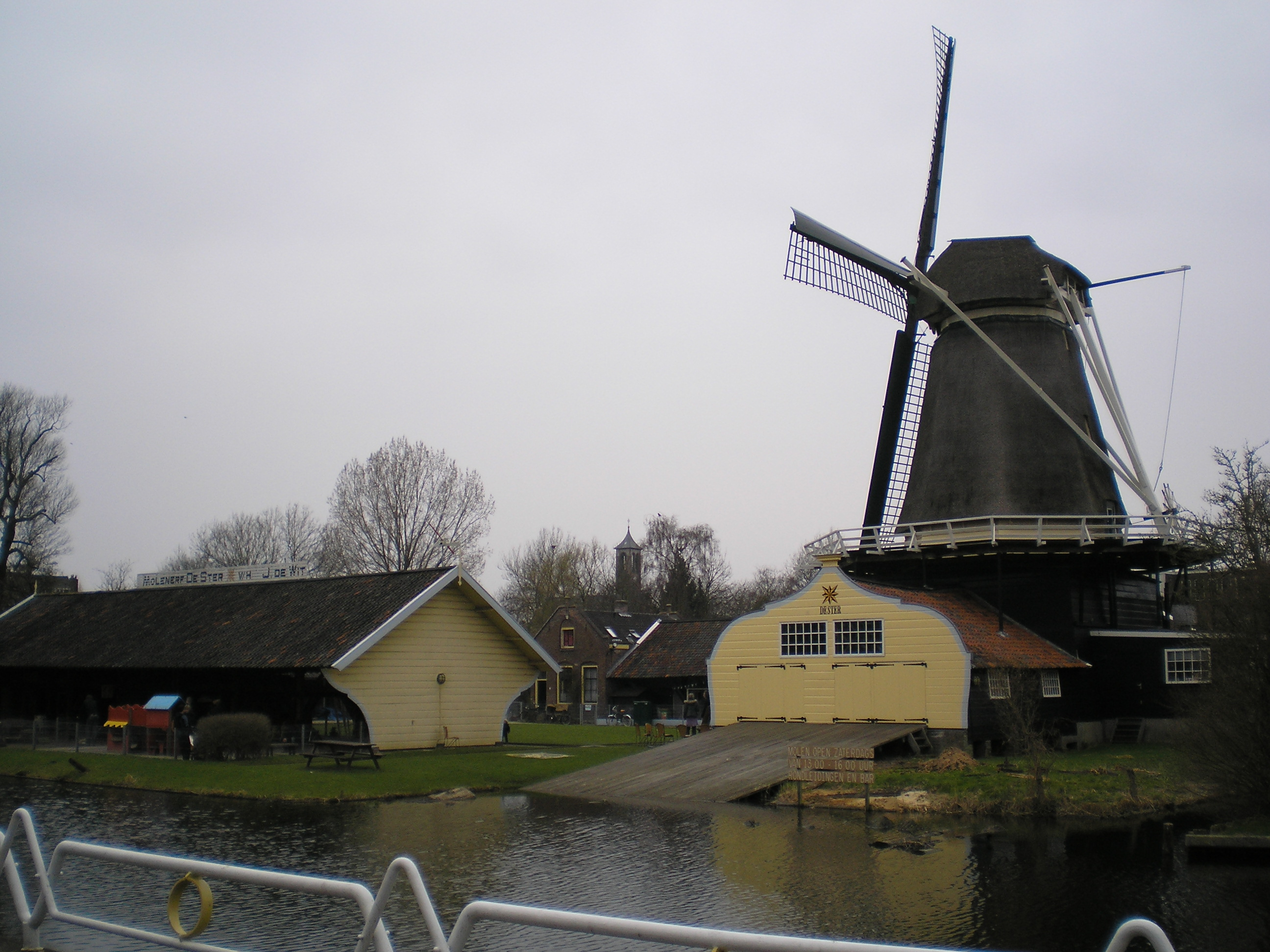
Windbetriebene Sägemühle „De Ster“ in Utrecht (NL)

Die erste wasserbetriebene Sägemühle Europas ist für das Jahr 1204 in Évreux dokumentiert. Im Schweizer Jura wurde ein derartiges Sägewerk erstmals 1267 beschrieben. Als erste Sägemühle Deutschlands gilt die 1295 erwähnte Urtelmühle in Lenggries. Danach verbreitete sich diese Technik schnell:
- 1298 in Freiburg im Breisgau
- 1310 in Kirchheim unter Teck
- 1311 Pfaffenweiler
- 1313 in Selbach bei Gaggenau
- 1314 in Peterzell bei Sankt Georgen im Schwarzwald
- 1322 in Augsburg

Wo es an Wasserkraft mangelte, setzte man hier und da auch Windkraft zum Betrieb einer Säge ein.
So wird von der Domjüchmühle bei Neustrelitz berichtet, dass zum Sägen die sonst die Getreidemühle antreibende Welle mühsam umgelegt werden musste. Daraufhin habe der Müller um 1780 eine kleine Bockwindmühle als Sägemühle hergerichtet. 1791 kam dann in Verbindung mit einer Verbesserung des Mühlkanals doch eine separate wasserbetriebene Sägemühle in Betrieb.

## Abgeleitete Ortsnamen
- Sägemühle (Harztor), Weiler in der Landgemeinde Harztor, Landkreis Nordhausen, Thüringen
- Sägemühle (Meschede), Siedlung im Mescheder Stadtbezirk Remblinghausen
- Odertaler Sägemühle, Ortsteil der Stadt Braunlage, Landkreis Goslar, Niedersachsen
- Schneidemühl, früherer deutscher Name von Piła im Norden der Woiwodschaft Großpolen. Der polnische Ortsname bedeutet ‚Säge‘.